# Claudia de Lillo
Claudia de Lillo, nota anche con lo pseudonimo di Elasti (Milano, 17 aprile 1970), è una giornalista, scrittrice, conduttrice radiofonica e blogger italiana.

## Biografia
Dopo il diploma al Liceo Classico G. Carducci a Milano, si è laureata in Economia e Commercio all'Università Luigi Bocconi, con una tesi sui modelli stocastici per la previsione dei tassi di interesse.
Scrive per il quotidiano La Repubblica, per i suoi inserti (Il Venerdì, Affari&Finanza e Repubblica Milano) e per il settimanale F. Tra il 2010 e il 2021 ha tenuto una popolare rubrica su D - la Repubblica delle donne dal titolo “Convivenze”.
Dal 2014 al 2024, con Filippo Solibello e Marco Ardemagni, è conduttrice e autrice di Caterpillar AM,  in onda tutte le mattine su Rai Radio 2 dalle 6:00 alle 7:30. 
Per La Repubblica nel 2022 è stata autrice e conduttrice di "EConomia", un podcast settimanale "per navigare nella scienza triste senza perdersi d'animo". 
Nell'autunno 2022 è stata conduttrice e autrice di Alle 8 in tre su Rai 2.
Nella stagione 2017-2018 ha presentato la rubrica Rassegna Stampa a UnoMattina su Rai 1 ogni giovedì alle 9:45.
Per vent'anni ha lavorato come reporter finanziaria presso l'agenzia Reuters, dove è stata caposervizio per l'Economia fino al 2014.
È autrice del blog nonsolomamma.com, vincitore di numerosi premi, e punto di riferimento per una numerosa comunità di donne e non solo. 
A febbraio 2022 ha partecipato a TEDx Torino con uno speech sulla gentilezza ("Quando il gioco si fa duro, i duri restano gentili").

## Opere letterarie
- Nonsolomamma[2], Tea, 2008, ISBN 9788850217236
- Insalata mista: Aus dem Leben einer italienischen Working Mum, Lüebbe, 2010, ISBN 3404164830
- Nonsolodue, Tea, 2010, ISBN 9788850217267
- Dire, fare, baciare, Feltrinelli, 2014, ISBN 9788807922329
- Alla pari, Einaudi, 2016, ISBN 9788806231996
- Alla pari, Emons Audiolibri, 2017, ISBN 9788869861284
- Nina sente, Emons Audiolibri, 2018, ISBN 9788869863172
- Nina sente, Mondadori, 2018, ISBN 978-8804706007
- Ricatti, Mondadori, 2020, ISBN 9788835701361
- Ricatti, Emons Audiolibri 2020, ISBN 9788869865688
- Nonsolomamma e Nonsolodue, Tea 2022, ISBN 9788850264735
- Elasticamente parlando, Tea 2022, ISBN 8850264720

## Onorificenze
L’8 marzo 2012 ha ricevuto l'onorificenza di Ufficiale al Merito della Repubblica per aver inventato il personaggio di Elasti, con il quale ha posto all'attenzione dei lettori del suo blog il problema della conciliazione tra ruolo di madre e di donna lavoratrice.